# Jankovich-Bésán Endre
Pribéri, vuchini és dunaszekcsői gróf Jankovich-Bésán Endre (*Terezovac, Verőce vármegye, 1884. szeptember 24.–†Budapest, 1936. december 13.), főrendiház tagja, országgyűlési képviselő, a 7. huszárezred kapitánya, nagybirtokos.

## Élete
Az előkelő pribéri, vuchini és dunaszekcsői gróf Jankovich-Bésán család sarja. Apja pribéri, vuchini és dunaszekcsői Jankovich-Bésán Elemér (1853–1917), nagybirtokos, anyja nagymagyari Magyary-Kósa Ilka (1859–1908). Az apai nagyszülei Jankovich-Bésán József (1825–1914), öreglaki nagybirtokos, felsőházi tag, aki 1887. december 22.-én engedélyt kapott a "Jankovich-Bésán" név viselésére, valamint vizeki Tallián Matild (1821–1888) voltak. Az apai nagyapai dédszülei pribéri és vuchini Jankovich István (1793–1865), több vármegye táblabírája, földbirtokos, és báró Laffert Amália (1800–1828) voltak. Jankovich-Bésán Endre grófnak az elsőfokú unokatestvére pribéri, vuchini és dunaszekcsői gróf Jankovich-Bésán József (1896–1972), nagybirtokos, a főrendiház örökös tagja, katonatiszt.
Középiskoláit a budapesti piaristáknál, jogi tanulmányait Kolozsvárott végezte, majd Magyaróváron elvégezte a gazdasági akadémiát. 27 hónapig szolgált a Vilnius császár-huszároknál a fronton, majd az első világháború utolsó évében hat dunántúli vármegyének élelmezési kormánybiztosa volt Veszprém székhellyel. A Magyarországi Tanácsköztársaság után ismét bevonult katonának és 1921 áprilisában szerelt le, mint szolgálatonkivüli százados. Az ugodi kerületben választották meg országgyűlési képviselővé mint pártonkívüli 1922-ben és 1926-ban is.
1916. december 30-án magyar grófi címet kapott IV. Károly magyar király koronázásakor.

## Házassága és leszármazottjai
Feleségül vette Budapesten 1906. október 4-én zágoni báró Szentkereszty Johanna (*Árkos, Kovászna megye, 1880. május 7.–†Öreglak, Somogy vármegye, 1933. október 13.) kisasszonyt, akinek a szülei zágoni báró Szentkeresty Béla (1851–1925), cs. és kir. kamarás, a Háromszék vármegye főispánja, Lipót-rend lovagja, földbirtokos, és Floresco Mária (1857–1919) voltak. Az apai nagyszülei zágoni báró Szentkereszty Zsigmond (1817–1891), földbirtokos, és hallerkői gróf Haller Anna (1816–1878) voltak. Az anyai nagyszülei Ion Emanuel Florescu (1819–1893), a Román királyság miniszterelnöke 1876-ban és 1891-ben, tábornok, és Ecaterina Bibescu-Brâncoveanu (1827–1866) voltak. Jankovich-Bésán Endre gróf és Szentkereszty Ilka bárónő frigyéből született:
- gróf Jankovich-Bésán Elemér (*Gic, 1908. november 24.). Neje: báró Christine Hoenning-O’Carroll (*Bécs, 1908. december 30.)